# William Luther Pierce
William Luther Pierce III (11. září 1933 – 23. července 2002) byl americký fyzik, spisovatel a aktivista, který byl profesorem fyziky na Oregonské státní univerzitě a zároveň přibližně třicet let až do své smrti jedním z nejvýznamnějších bílých nacionalistů v USA. Nejvíce proslul sepsáním románu Turnerovy deníky, který publikoval pod pseudonymem Andrew Macdonald. Založil a až do své smrti vedl organizaci National Alliance, která propagovala ideály bílého nacionalismu a bílého separatismu.
Zemřel náhle v roce 2002 na rakovinu ve věku 68 let.

## Dílo
Publikováno pod pseudonymem Andrew Macdonald:
- Turnerovy deníky (anglicky The Turner Diaries) - román popisující násilnou revoluci v USA, která vede k pádu federální vlády a nakonec i vyhlazení všech Židů a nebílých. Česky vyšlo v nakladatelství Kontingent Press v roce 2008.
- Lovec (anglicky Hunter) - příběh muže, který ve Washingtonu D.C. likviduje rasově smíšené páry, židovské aktivisty a liberály. Česky vyšlo v nakladatelství Kontingent Press v roce 2008.

Publikováno pod vlastním jménem (William Luther Pierce):
- New World Order Comix - The Saga of White Will. [s.l.]: National Vanguard Books, 1993. Dostupné online.
- The Fame of a Dead Man's Deeds. [s.l.]: National Vanguard Books, 2001. Dostupné online. ISBN 978-0759609334.

Nepublikovaná díla:
- Who We Are. [s.l.]: [s.n.], 1978-82. Dostupné v archivu pořízeném dne 2013-09-03.
- American Dissident Voices. [s.l.]: [s.n.], 1976-2002. Dostupné v archivu pořízeném dne 2014-02-23.
- The Best of Attack! and National Vanguard. [s.l.]: [s.n.], 1970-2002. Dostupné v archivu pořízeném dne 2013-05-10.